# El Vals del Obrero
«El vals del obrero» — музичний альбом гурту Ska-P. Виданий 27 квітня 1996 року лейблом RCA. Загальна тривалість композицій становить 48:16. Альбом відносять до напрямку ска-панк.

## Список пісень
1. El Gato López — 2:40
2. Ñapa es — 2:31
3. El Vals del Obrero — 4:37
4. Revistas del Corazón — 2:44
5. Romero el Madero — 3:21
6. Sectas — 4:07
7. No te pares — 4:26
8. Cannabis — 4:27
9. Insecto Urbano — 4:10
10. Animales de Laboratorio — 3:06
11. La Sesera No Va — 4:45
12. Sexo y Religión — 3:30